# Espiritualmente
Espiritualmente é o quarto e último álbum de estúdio do cantor brasileiro Wolô, lançado em 1999, de forma independente.
O disco foi o maior hiato na carreira do cantor. A produção foi assinada por Marco Neves. O álbum foi gravado no estúdio BeePop, com a participação de músicos religiosos e não-religiosos. Na avaliação do cantor, "considero, num balanço entre forma e conteúdo, esse CD o meu melhor trabalho musical".

## Faixas
1. "Dos Pequeninos"
2. "Minha Cruz"
3. "Livro"
4. "Criação"
5. "Deslizes"
6. "23:59"
7. "De Moisés e do Cordeiro"
8. "Mil Danças"
9. "Som e Sal"
10. "Sobre"
11. "Jesus Presente"
12. "Ide que eu Venho"
13. "Espiritualmente"